# Wapen van Servië en Montenegro
Het wapen van Servië en Montenegro is hetzelfde als het wapen dat de Federale Republiek Joegoslavië in 1994 aannam. Toen Servië en Montenegro in 2003 de confederatie Servië en Montenegro gingen vormen, bleef dit wapen in gebruik.
Het wapen bestaat uit een rood schild met daarop een tweekoppige adelaar, die zowel in de Servische als de Montenegrijnse geschiedenis veel als nationaal symbool is gebruikt en daarom de eenheid van de federatie uitbeeldt. Op zijn gekwartierde borstschild staat tweemaal het Servische kruis en tweemaal de Montenegrijnse leeuw.
De wetten waarmee de unie van Servië en Montenegro juridisch werd vormgegeven, schreven voor dat eind 2003 een nieuw wapen moest worden aangenomen. Dit is echter nooit gebeurd, waarschijnlijk door onoplettendheid. Daardoor bleef het wapen uit 1994 tot het uiteenvallen van de confederatie in 2006 in gebruik.